# Курляндия и Семигалия
Курля́ндия и Семига́лия (нем. Herzogtum Kurland und Semgallen) — вассальное герцогство, существовавшее в западной части современной Латвии, на территории исторических областей Курземе (Курляндия), Земгале (Семигалия) и Селия (Селония), с 1561 по 1795 год.
На протяжении практически всей истории герцогства, до 1791 года, правители Курляндии из династий Кетлеров (1561—1711) и Биронов (1737—1795) признавали себя вассалами Великого княжества Литовского и пришедшей ему на смену Речи Посполитой. Столицей герцогства была Митава (ныне Елгава в Латвии). При третьем разделе Речи Посполитой (март 1795 года) Курляндия была присоединена к Российской империи, где на её территории была образована Курляндская губерния.

## Образование герцогства
Вплоть до 1561 года история Курляндии тесно связана с историей Ливонского ордена. В 1559 году ландмейстер ордена Готхард Кетлер признал протекторат великого князя литовского Сигизмунда II Августа над Ливонией. Благодаря этому, в 1561 году, с распадом орденских земель, Готхард Кетлер удержал за собой Курляндию и принял титул герцога. Секуляризованная Курляндия оказалась в ленной зависимости сначала от Великого княжества Литовского, а восемь лет спустя, после Люблинской унии, от Речи Посполитой, но зато обезопасила себя от экспансии Иоанна Грозного.
На момент образования в герцогстве существовало только два города: Голдинген и Виндава, город Газенпот был административным центром Курляндского епископства. В 1566 году поляки и литовцы изгнали Кетлера из Риги, после чего он был вынужден расположиться в замках Голдингена и Митавы, подхлестнув тем самым развитие обоих городов. Статус столицы получила Митава, дважды в год там собирался курляндский ландтаг. Позже городами становятся Бауск и Либава.
Отказавшись от штатгальтерства в Ливонии в 1568 году, Кетлер всё своё внимание сосредоточил на внутренних реформах в герцогстве: позаботился о повсеместном распространении реформационного учения, установил общие церковные визитации, поднял образование, содействовал восстановлению торговых отношений с Ливонией и Речью Посполитой. Сознавая непрочность сложившегося положения, и с целью обеспечить потомственную преемственность, Кетлер в 1570 году выдаёт новоявленным помещикам — бывшим ливонским рыцарям — «привилегию Готхарда», по которой они становятся собственниками своих владений и вводится повсеместное крепостное право. Треть курляндских земель при этом оставалась в распоряжении самого Кетлера.
После смерти Кетлера (1587) его сыновья поделили герцогство — Фридрих получил Семигалию со столицей в Митаве, а Вильгельм остался правителем Курляндии с резиденцией в Голдингене. Братьям удалось прирастить владения отца за счёт выкупа у наследников Магнуса Ливонского епископства Пильтенского и приобретения через брачный союз орденского замка Гробина с околотком (они были заложены рыцарями герцогу прусскому). Вильгельм, однако, рассорился с братом и повёл борьбу с вольными настроениями в своих владениях. Помещики были поддержаны королём и, после убийства во время заседания ландтага лидеров оппозиции, герцог Вильгельм в 1616 году был лишён трона. Фридрих правил один до самой смерти в 1642 году, усвоив себе мирную политику отца.

## Расцвет при Якобе Кетлере
После смерти Фридриха герцогом был сын Вильгельма, Якоб (1642—1682). Он получил хорошее образование, много путешествовал, увлекался идеями меркантилизма, покровительствовал развитию портов (Виндавы и Либавы) и торговле с другими странами. Инициативой герцога Якоба являлось также развитие металлургического производства на территории герцогства. Экспорт продукции (в частности оружия) внёс существенный вклад в развитие экономики герцогства.
Якоб Кетлер даже сделал ряд попыток утвердиться на острове Джеймс у Гвинейского побережья. В Вест-Индии колония была основана на острове Тобаго 20 мая 1654 года, когда капитан Виллем Молленс объявил остров «Новой Курляндией». Также проектировалось расширение Митавской гавани спуском реки Аа (ныне Лиелупе) в море.
С началом Первой Северной войны в Курляндию вторглись шведы, заподозрив его в дружеских отношениях с царём Алексеем Михайловичем. Герцог взят был в плен и отвезён в Ригу (1658), его заморские владения захвачены голландцами. Появление Сапеги остановило успехи шведов. По Оливскому миру (1660) шведы отказались от всякого притязания на Курляндию; тогда же вернулся из плена и Якоб.

## Ослабление Кетлеров и усиление русского влияния
Сын Якоба, Фридрих Казимир (1682—1698), окружил себя роскошью, изводил всю казну на придворный блеск; ему пришлось заложить несколько герцогских имений и продать Новую Курляндию англичанам. Он принимал в Митаве Петра Великого. После его смерти престол перешёл к его малолетнему сыну, Фридриху Вильгельму, опекуном которого был его дядя Фердинанд.
С началом Великой Северной войны Курляндия снова стала театром военных действий, переходя из рук шведов в руки русских. Окончательно шведы оставили Курляндию после Полтавского сражения; её занял Б. П. Шереметев. В 1710 году Фридрих Вильгельм вернулся в Курляндию и женился на племяннице Петра Великого, Анне Иоанновне. На пути из Санкт-Петербурга в Курляндию герцог заболел и умер в январе 1711 года.
С этих пор русское влияние значительно усиливается в Курляндии. Вдовствующая герцогиня Анна до своего восшествия на русский престол в 1730 году проживала в Митаве, но всеми делами герцогства фактически заправлял русский резидент Пётр Михайлович Бестужев. Герцогом был объявлен дядя Фридриха Вильгельма — Фердинанд (1711—1737), последний представитель из рода Кетлеров по мужской линии. Боясь оппозиции дворянства, Фердинанд не приезжал в Курляндию, а оставался в Данциге, вследствие чего на съезде в Митаве 1717 году постановлено было лишить Фердинанда власти и передать правительственные функции в руки высших советников герцогства.
В 1726 году на герцогский титул начал претендовать граф Мориц Саксонский — незаконнорождённый сын польского короля Августа, в результате чего был спровоцирован Курляндский кризис. Россия заставила его в следующем же году покинуть пределы Курляндии и отказаться от притязаний на престол.

## Правление Биронов
Когда в 1733 году возник вопрос о замещении вакантной польско-литовской короны, Россия поддерживала кандидатуру Августа III, который согласился за то признать герцогом курляндским фаворита русской императрицы Анны Иоанновны, Эрнста Иоганна Бирона. Последнего признали и дворяне Курляндии. Бирон правил в Митаве с 1737 по 1741 год, ведя за счёт средств российской казны, к которым имел он неограниченный доступ, обширное строительство. В частности, он перестроил Митавский дворец своих предшественников.
С ссылкой Бирона в Сибирь Анна Леопольдовна заручилась поддержкой Австрии на то, чтобы провести в герцоги своего деверя Людвига-Эрнста Брауншвейгского. Не успел ландтаг узаконить избрание нового герцога, как Анна Леопольдовна сама лишилась власти в России, вследствие чего Курляндия осталась без герцога; так продолжалось до 1758 года. Август III снова разрешил высшим советникам страны управлять делами.
В 1758 году с разрешения России Курляндия уступлена Карлу Саксонскому, сыну Августа III. Он правил ею с 1758 по 1763 год больше на словах, чем на деле, ибо значительная часть дворянства сохраняла верность присяге, данной Бирону. В 1761 году тот вернулся из ссылки. Екатерина II, недовольная тем, что герцог Карл не разрешил русским войскам, участвовавшим в Семилетней войне, возвращаться в Россию через Курляндию, настояла на его смещении, и герцогом вторично признан был Бирон, управлявший до 1769 года. Он обязывался пропускать через Курляндию русские войска, не вступать ни в какие сношения с врагами России, оказывать веротерпимость православным и разрешить постройку православного храма в Митаве.
В 1769 году Бирон, изнурённый борьбой между пропольской и прорусской партиями, отказался от правления в пользу своего сына Петра, против которого сразу началось движение недовольного дворянства; он удержался на престоле только благодаря России. Женившись на графине Анне фон Медем, Пётр провёл несколько лет за границей; вернувшись в 1787 году в Курляндию, он снова должен был выдержать внутреннюю борьбу с недовольным дворянством.

## Присоединение к России
С третьим разделом Речи Посполитой ленная зависимость Курляндии от Польши прекратилась, и на ландтаге в Митаве, в том же 1795 году, Курляндия была присоединена к России. Была образована Курляндская губерния Российской империи.
Пётр Бирон сложил знаки герцогского достоинства и через пять лет умер. Дочери его — Вильгельмина и Доротея — вели экстравагантный образ жизни при лучших дворах Европы; первая из них была любовницей Меттерниха, вторая — Талейрана.

## Нашествие Наполеона
В 1812 году во время нашествия Наполеона герцогство, занятое французскими войсками, 1 августа было восстановлено под названием Герцогство Курляндское, Семигальское и Пильтенское, его временным главой стал Карл Иоганн Фридрих фон Медем. Однако в том же году наполеоновские войска были вынуждены оставить территорию герцогства, и оно было ликвидировано.

## Восстановление герцогства в конце Первой мировой войны
8 марта 1918 года на территории Курляндской губернии, оккупированной немецкими войсками, было объявлено о создании под покровительством Германской империи Курляндского герцогства. 15 марта германский император Вильгельм II подписал акт о признании Курляндского герцогства в качестве самостоятельного государства. 12 апреля 1918 года в Риге объявили о создании объединённого Балтийского герцогства, при этом Курляндское герцогство вошло в его состав. В результате кризиса германского оккупационного режима в Прибалтике, последовавшего после революции в Германии, Балтийское герцогство прекратило своё существование.

## Герцоги Курляндии и Семигалии
| №                            | Имя                     | Портрет (годы жизни) | Годы правления | Правитель                                  | Примечания |
| ---------------------------- | ----------------------- | -------------------- | -------------- | ------------------------------------------ | --- |
| Кетлеры                      |                         |                      |                |                                            | |
| 1                            | Готхард                 | (1517—1587)          | (1561—1587)    |                                            | В 1559—1561 годах — ландмейстер Тевтонского ордена в Ливонии. Первый герцог Курляндии и Семигалии. |
| 2                            | Фридрих (I)             | (1569—1642)          | (1587—1642)    |                                            | Сын Готхарда. В 1595 году герцогство разделено на Курляндию (западная часть) и Семигалию (восточная часть). В 1595—1616 годах — герцог Курляндский. В 1616 году — объединение герцогства. |
| 3                            | Вильгельм               | (1574—1640)          | (1587—1616)    |                                            | Сын Готхарда. Соправитель своего брата до 1595 года. В 1595—1616 годах — герцог Семигальский. |
| 4                            | Якоб                    | (1610—1682)          | (1642—1682)    |                                            | Сын Вильгельма. |
| 5                            | Фридрих (II) Казимир    | (1650—1698)          | (1682—1698)    |                                            | Сын Якоба. |
| 6                            | Фридрих (III) Вильгельм | (1692—1711)          | (1698—1711)    | Елизавета София Бранденбургская, Фердинанд | Сын Фридриха Казимира. До его совершеннолетия управляли регенты. |
| 7                            | Фердинанд               | (1655—1737)          | (1711—1737)    | Анна Иоанновна                             | Дядя Фридриха Вильгельма. С 1700 года жил в Гданьске. Фактическими правителями герцогства были вдовствующая герцогиня Анна Иоанновна и, в 1712—1713 и 1715—1728 годах, её фаворит Пётр Михайлович Бестужев-Рюмин. В 1726 году курляндский ландтаг единогласно избрал герцогом Морица Саксонского, однако сейм Речи Посполитой отказался признать это избрание, в итоге в августе 1727 года Мориц был окружён российскими войсками и бежал в Париж. |
| Бироны                       |                         |                      |                |                                            | |
| 8                            | Эрнст Иоганн            | (1690—1772)          | (1737—1740)    |                                            | Фаворит Анны Иоанновны. |
| Совет герцогства (1740—1758) |                         |                      |                |                                            | |
| Веттины                      |                         |                      |                |                                            | |
| 9                            | Карл Саксонский         | (1733—1796)          | (1758—1763)    |                                            | |
| Бироны                       |                         |                      |                |                                            | |
| 10                           | Эрнст Иоганн            | (1690—1772)          | (1763—1769)    |                                            | |
| 11                           | Пётр                    | (1724—1800)          | (1769—1795)    |                                            | Сын Эрнста Иоганна. Последний герцог Курляндии и Семигалии. |